# Iwanowka (Baschkortostan, Meleusowski)
Iwanowka (russisch Ивановка; baschkirisch Ивановка) ist eine Derewnja (Dorf) in der russischen Republik Baschkortostan. Der Ort gehört zur Landgemeinde Partisanski selsowet im Meleusowski rajon. Der Ort wird vorwiegend von Russen bewohnt.

## Geographie
Iwanowka liegt am linken Ufer des Flusses Belaja 19 Kilometer nördlich vom Rajonzentrum Meleus. Der Gemeindesitz Darino befindet sich zehn Kilometer südwestlich. Die nächste Bahnstation ist Sigran an der Strecke von Ufa nach Orenburg 13 Kilometer westlich.

## Bevölkerungsentwicklung
| Jahr | Einwohner |
| ---- | --------- |
| 1968 | 297       |
| 2002 | 187       |
| 2010 | 133       |

Anmerkung: Volkszählungsdaten, 1968: Fortschreibung